# Wylotne
Wylotne – schronisko w Dolinie Sąspowskiej w Ojcowskim Parku Narodowym (OPN). Znajduje się w jej orograficznie lewych zboczach, w lesie, w jednej z wyżej położonych skał grupy Framugi. Ma postać komory przebijającej skałę na wylot. Znane jest z tego, że opisano w nim jedno z najstarszych na terenie OPN miejsc pobytu ludzi prehistorycznych. Jasna, sucha i zasłonięta od wiatru komora stwarzała im dobre warunki do zamieszkania. 
Przez 5 lat archeolodzy badali namulisko w schronisku Wylotnym. Z zakończonych w 1966 roku badań wynika, że w okresie środkowego paleolitu schronisko było trzykrotnie zasiedlane przez ludzi kultury mikocko-prądnickiej. Przebadanie trzech warstw kulturowych pozwala zbadać, jak doskonaliła się technika wytwarzania narzędzi krzemiennych. W namulisku schroniska archeolodzy znaleźli liczne wyroby krzemienne i nadpalone kości zwierzęce. Stwierdzono kości mamuta i różnych gatunków zwierząt z rodzin jeleniowatych i pustorogich. Archeolodzy oceniają, że zamieszkujące schronisko gromady nie mogły liczyć więcej, niż 15–18 ludzi, a raczej były mniejsze.